# Carpias harrietae
Carpias harrietae är en kräftdjursart som beskrevs av Pires 1981. Carpias harrietae ingår i släktet Carpias och familjen Janiridae.
Artens utbredningsområde är Mexikanska golfen. Inga underarter finns listade i Catalogue of Life.